# Xdebug
Xdebug — розширення PHP, яке надає можливості зневадження і профілювання. It uses the DBGp debugging protocol.
Зневаджувальна інформація, яку надає Xdebug, включає:
- трасування стеку і функцій в повідомленнях про помилки[2] з:

- повним відображенням параметрів для визначених користувачем функцій
- ім'я функції, назва файлу і рядка в ньому
- підтримка функцій-членів

- розподілення пам'яті
- захист від нескінченної рекурсії

Xdebug також надає:
- інформацію профілювання для PHP скриптів[3]
- аналіз коду
- можливість зневаджувати ваші скрипти інтерактивно з фронт-ендом зневаджувача.[4]

Xdebug також доступний через бібліотеку PECL.

## Виноски
1. ↑  McArthur, Kevin (24 березня 2008). Testing, Development, and Continuous Integration. Pro PHP: Patterns, Frameworks, Testing and More. New York City, New York: Apress. с. 120 –  124. ISBN 1-59059-819-9.
2. ↑  Sklar, David; Trachtenberg, Adam (11 травня 2009). Error Handling, Debugging, and Testing. PHP Cookbook (вид. 2nd). Sebastopol, CA: O'Reilly Media. с. 618 – 619. ISBN 0-596-10101-5.
3. ↑  Henderson, Cal (16 травня 2006). Bottlenecks. Building Scalable Web Sites. Sebastopol, CA: O'Reilly Media. с. 170 –  171. ISBN 0-596-10235-6.
4. ↑  Masters, Jon; Blum, Richard (12 березня 2007). LAMP. Professional Linux Programming. Hoboken, New Jersey: John Wiley & Sons. с. 426. ISBN 0-471-77613-0.
5. ↑  Gerner, Jason; Naramore, Elizabeth; Owens, Morgan L.; Warden, Matt (5 грудня 2005). PEAR and PECL. Professional LAMP: Linux, Apache, MySQL and PHP Web Development. Hoboken, New Jersey: John Wiley & Sons. с. 197. ISBN 0-7645-9723-X. {{cite book}}: Проігноровано невідомий параметр |editorn-first= (довідка); Проігноровано невідомий параметр |editorn-last= (довідка)

## Дивись також
- Зневаджувач
- Динамічний аналіз програм
- Аналіз продуктивності програмного забезпечення
- Оптимізація програмного забезпечення
- DBG (інший зневаджувач)